# Formiche Bajo
Formiche Bajo és un petit poble de muntanya, la història del qual està lligada a Formiche Alto, del qual depèn des de la dècada dels anys setanta del segle xx. El poble està a 31 km de Terol i situat a una altitud de 1084 m. La disminució de la seva població és contínua des de principi del segle passat, El 1910 tenia 403 habitants, mentre que el 1991 tenia una població de només 102 habitants. És al marge dret del Riu Millars i està format per dos barris: el barri Baix, principal, entorn d'una roca en la qual va existir un castell, i el barri Alt a banda i banda de la carretera d'accés al lloc.
La localitat té un gran nombre de deus i fonts, d'aigües abundants i reconegudes, amb propietats curatives com El Cuartal, La Incosa, La Font del Lloc, El Sabucar, La Teixira, Barranco o Martín Juan.
Les festes patronals se celebren el primer cap de setmana de febrer en honor de Sant Ignasi Màrtir. Les altres festes se celebren a l'estiu.